# Fusilinida
Fusilines, Fusilinidés
Sous-ordre
Les Fusilinida (les fusilines ou fusilinidés en français) sont un sous-ordre (ou un ordre) fossile de foraminifères marins datant du Carbonifère moyen au Permien. Le positionnement de cet taxon à l'intérieur d'une classe est encore incertain.

## Classification
Selon les sources, les Fusulinida sont considérés :
- comme un sous-ordre créé en 1958 par le paléontologue soviétique Alexander Vassilievitch Foursenko (d)[1] (1903-1975) ;
- comme un ordre créé en 1937 par le paléontologue allemand Rudolf Wedekind (d)[2] (1883-1961).

## Liste des super-familles
- Archaediscacea
- Colaniellacea
- Earlandiacea
- Endothyracea
- Fusulinacea
- Geinitzinacea
- Moravamminacea
- Nodosinellacea
- Palaeotextulariacea
- Parathuraminacea
- Ptychocladiacea
- Tetrataxacea
- Tournayellacea

## Biostratigraphie
Les fossiles de foraminifères, et en particulier ceux de fusulines, sont de bons marqueurs biostratigraphiques.

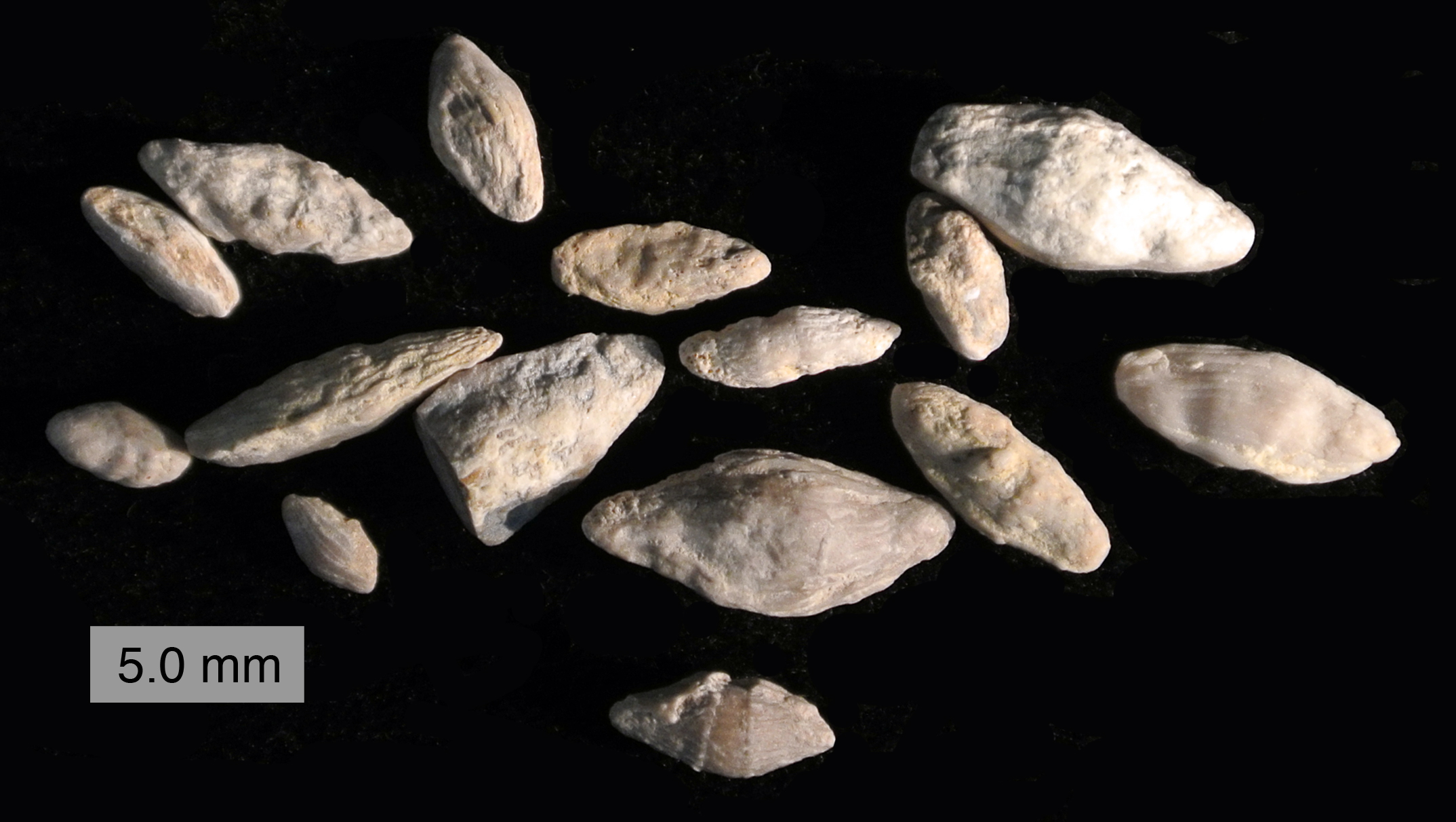
Fusulines du Carbonifère supérieur.

La limite Paléozoïque/Mésozoïque est caractérisée par la crise biologique du Permien-Trias (la plus sévère des cinq grandes extinctions), qui voit la disparition de taxons caractéristiques de l'ère Paléozoïque comme les trilobites et les fusulines, par la fragmentation du supercontinent de la Pangée et une discordance stratigraphique dans plusieurs régions du monde (Amériques, Sibérie…). Elle marque la fin du cycle hercynien et le début du cycle alpin.

### Publications originales
- (ru) A. V. Fursenko, « Main stages of the development of fauna foraminifera on the geological history », Instituta Geologii Nauk Akademia Nauk, U.R.S.S., vol. 1,‎ 1958, p. 10-29 (ISSN 2541-9684).
- (de) R. Wedekind, Einführung in die Grundlagen der historischen Geologie. II. Mikrobiostratigraphie. Die Korallen- und Foraminiferenzeit, Allemagne, Ferdinand Enke Verlag, 1937, 136 p..